# 静岡中央銀行

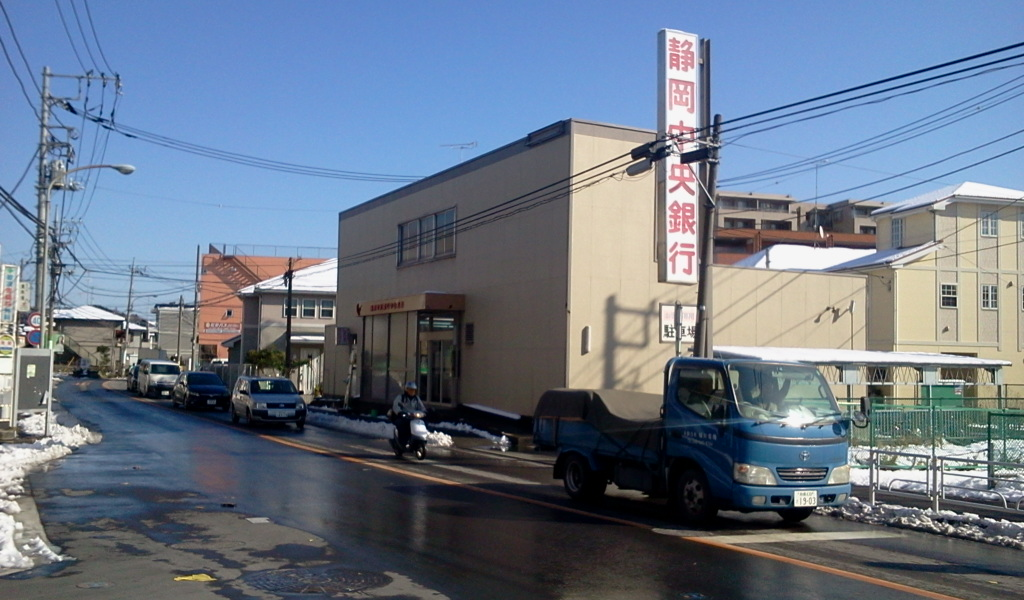
中山支店

株式会社静岡中央銀行（しずおかちゅうおうぎんこう、THE SHIZUOKA CHUO BANK, LTD. ）は、静岡県沼津市に本店を置く第二地方銀行。

## 特色
静岡県に27店、神奈川県に16店、東京都に1店の支店を展開している。静岡県内に本店を持つ銀行で唯一、愛知県内に店舗がない。
現会長・社長のほか、数名の役員が三菱UFJ銀行（旧三和銀行）出身である。
なお、神奈川銀行とATM相互開放を実施しているため、平日日中時間帯での引き出しおよび終日預け入れを無料で行うことができる。
福岡中央銀行・山梨中央銀行と共に、民営の銀行の中で「中央」の名称が使用されている、全国に3行しかない銀行のうちの1行である。

## 沿革
- 1926年（大正15年）11月12日 - 伊豆無尽株式会社設立。
- 1928年（昭和3年）1月4日 - 駿河無尽株式会社設立。
- 1948年（昭和23年）4月 - 伊豆無尽、大洋無尽株式会社に商号変更。
- 1951年（昭和26年）10月 - 大洋無尽が相互銀行に転換、株式会社大洋相互銀行に商号変更。
- 1952年（昭和26年）10月 - 駿河無尽が相互銀行に転換、株式会社静神相互銀行に商号変更。
- 1957年（昭和32年）9月 - 大洋・静神相互銀行が合併、株式会社静岡相互銀行に商号変更。
- 1974年（昭和49年）6月 - 新本店新築（現在地）。
- 1982年（昭和57年）7月 - オンラインスタート。
- 1989年（平成元年）8月 - 普通銀行に転換、株式会社静岡中央銀行に商号変更。
- 2003年（平成15年）3月 - 中部銀行の営業の一部譲受け。
- 2015年（平成27年）1月5日 - 勘定系システムをNEXTBASEへリプレース。
- 2019年（令和元年）12月25日 - 株式会社経営承継支援と業務提携[3]。

## 情報処理システム
勘定系システム
2015年（平成27年）1月5日、日立製作所が提供する地域金融機関向けバンキングソリューションであるNEXTBASEに移行された。

## 関連会社
- 岳洋産業株式会社
- 静岡中央信用保証株式会社